# Molí de Nalec
El Molí de Nalec és una obra de Nalec (Urgell) inclosa a l'Inventari del Patrimoni Arquitectònic de Catalunya.

## Descripció
Les restes i volta ojival que es conserven semblen del segle xiv o XV, tanmateix si veu el que havia estat bassa amb les parets de pedres picades i el seu cacau. Fa 6 x 5.65 metres. Destaca la seva porta amb arc de mig punt i les parets de l’edificació principal construïdes amb carreus treballats.

## Història
Havia estat dels senyors de Nalec, es va desfer l'any 1910 sent propietari en Ramon Casanova de Passanant i moliner en Josep Farriol.